# نيوبورت كونتي
نيوبورت كونتي (بالإنجليزية: .Newport County A.F.C.)‏ هو نادي كرة قدم ويلزي، يقع في نيوبورت، تأسس في 1912، يلعب في دوري الهواة في الجنوب.